# Lee Taylor
Lee Taylor (Goiânia, 21 de novembro de 1983) é um ator, diretor, pesquisador teatral e coordenador artístico-pedagógico do Núcleo de Artes Cênicas (NAC).

## Biografia
Nascido em Goiânia, é bacharel em Artes Cênicas, com habilitação em interpretação teatral pelo Departamento de Artes Cênicas da Escola de Comunicações e Artes da Universidade de São Paulo (CAC/ECA/USP) e mestre em Pedagogia do Teatro - Formação do Artista Teatral pelo programa de pós-graduação em artes cênicas da Escola de Comunicações e Artes da Universidade de São Paulo (PPGAC/ECA/USP). Em 2015, foi docente das disciplinas "Atuação e Performance", "Corpo e Voz" e "Improvisação e Jogos Teatrais" na graduação do Departamento de Artes Cênicas, Educação e Fundamentos da Comunicação (Dacefc) do Instituto de Artes da UNESP.

## Carreira
De 2004 a 2013, integrou como ator e professor de atuação o Centro de Pesquisa Teatral do Sesc (CPT), coordenado por Antunes Filho. Sua estreia no teatro profissional foi em 2006 em A Pedra do Reino de Ariano Suassuna, no papel de Pedro Diniz Quaderna. Por esse trabalho recebeu a homenagem de Destaque Cultural do Ano do Governo do Estado de Goiás. Em 2008, atuou em Senhora dos Afogados de Nelson Rodrigues interpretando Misael. No mesmo ano, estreou Foi Carmen, um espetáculo sobre Carmen Miranda, inspirado no butô do dançarino japonês Kazuo Ohno como Malandro. Em 2009, atuou em A Falecida Vapt-Vupt de Nelson Rodrigues no papel de Tuninho. Em 2010, protagonizou o espetáculo Policarpo Quaresma, baseado no livro Triste Fim de Policarpo Quaresma de Lima Barreto interpretando Policarpo Quaresma. Todos esses trabalhos foram dirigidos por Antunes Filho. Foi indicado em 2006 e 2010 ao Prêmio Shell de Teatro por sua atuação em A Pedra do Reino e Policarpo Quaresma. Seus trabalhos em teatro têm sido bem recebidos pela crítica.
No cinema, em 2009, participou do elenco do longa-metragem Salve Geral de Sérgio Rezende no papel de Rafa. Em 2011, viveu Ângelo no filme Estamos Juntos de Toni Venturi. Em 2012, participou do curta documentário O Ser Transparente de Laís Bodanzky, com Cássia Kiss e Yoshi Oida. Em 2013, estreou no filme Riocorrente  de Paulo Sacramento interpretando Carlos e Entre Nós de Paulo Morelli, nos quais ambos também foi elogiado. Em 2013, dirigiu Holoch com a dançarina de butô e performer Emilie Sugai e o trabalho foi contemplado pela Cooperativa Paulista de Dança com o prêmio de melhor Criação em Dança Solo. Em 2014, dirigiu LILITH S.A., e em 2015, concebeu o projeto Antologia Documental e dirigiu DOC. (des)prezados, DOC. educação, DOC. eremitas, DOC. A.A.A. e DOC. malcriadas, espetáculos teatrais resultantes do curso de atuação do Núcleo de Artes Cênicas (NAC). Em 2015, esteve no elenco da segunda temporada da série Psi como James e O Hipnotizador como Rei da Strombolia.
Em 2016, a convite do diretor Luiz Fernando Carvalho fez sua estreia em novelas, ganhando destaque ao interpretar Martim na segunda fase da novela da Rede Globo Velho Chico, de Benedito Ruy Barbosa. Em 2016, protagonizou o espetáculo Na Selva das Cidades, de Bertolt Brecht com direção de Cibele Forjaz, interpretando George Garga e atuou no filme Unicórnio de Eduardo Nunes. Em 2017, foi protagonista do filme Paraíso Perdido de Monique Gardenberg no papel de Odair. Em 2018, passou a interpretar o procurador Claúdio Amadeu na série O Mecanismo exibida na Netflix. No mesmo ano, viveu Simplício na supersérie Onde Nascem os Fortes. Em 2019, viveu um vilão, o investigador Camilo na novela das nove A Dona do Pedaço. No mesmo ano, interpretou o detento Ivan na série da Netflix, Irmandade.

## Filmografia

### Cinema
| Ano  | Título                                  | Personagem      |
| ---- | --------------------------------------- | --------------- |
| 2009 | Salve Geral                             | Rafa            |
| 2011 | "O Ser Transparente" em Mundo Invisível | Ator            |
| 2011 | Estamos Juntos                          | Ângelo          |
| 2014 | Entre Nós                               | Rafa            |
| 2014 | Riocorrente                             | Carlos          |
| 2017 | Unicórnio                               | Homem da cabras |
| 2018 | Paraíso Perdido                         | Odair           |

### Televisão
| Ano       | Título                | Personagem           | Notas                            |
| --------- | --------------------- | -------------------- | -------------------------------- |
| 2015      | Psi                   | James                | Episódio: "O Paciente Americano" |
| 2015      | O Hipnotizador        | Rei da Strombolia    | Episódio: "O Rei da Strombolia"  |
| 2016      | Velho Chico           | Martim de Sá Ribeiro |                                  |
| 2018      | O Mecanismo           | Cláudio Amadeu       |                                  |
| 2018      | Onde Nascem os Fortes | Simplício            |                                  |
| 2019      | A Dona do Pedaço      | Camilo               |                                  |
| 2019–2022 | Irmandade             | Ivan                 |                                  |
| 2023      | Negociador            | Samuel               |                                  |
| 2025      | Dias Perfeitos        | Delegado Aquino      |                                  |

## Teatro

### Atuação
| Ano  | Título               | Personagem           |
| ---- | -------------------- | -------------------- |
| 2006 | A Pedra do Reino     | Pedro Diniz Quaderna |
| 2008 | Foi Carmen           | Malandro             |
| 2008 | Senhora dos Afogados | Misael               |
| 2009 | A Falecida Vapt-Vupt | Tuninho              |
| 2010 | Policarpo Quaresma   | Policarpo Quaresma   |
| 2016 | Na Selva das Cidades | George Garga         |

### Direção
| Ano  | Título             |
| ---- | ------------------ |
| 2013 | Holoch             |
| 2014 | LILITH S.A.        |
| 2015 | DOC. (des)prezados |
| 2015 | DOC. educação      |
| 2017 | DOC. eremitas      |
| 2017 | DOC. A.A.A.        |
| 2020 | DOC. malcriadas    |

## Prêmios e indicações
| Ano  | Prêmio                                                 | Categoria                   | Trabalho           | Resultado |
| ---- | ------------------------------------------------------ | --------------------------- | ------------------ | --------- |
| 2006 | Prêmio Shell de Teatro de SP                           | Melhor Ator                 | A Pedra do Reino   | Indicado  |
| 2007 | Diploma de Destaque Cultural do Ano do Estado de Goiás | Melhor Ator                 | A Pedra do Reino   | Venceu    |
| 2010 | Prêmio Shell de Teatro de SP                           | Melhor Ator                 | Policarpo Quaresma | Indicado  |
| 2011 | Prêmio Questão de Crítica                              | Melhor Ator                 | Policarpo Quaresma | Indicado  |
| 2016 | Troféu Nelson Rodrigues                                | Melhor Ator                 | Velho Chico        | Venceu    |
| 2016 | Prêmio Extra de Televisão                              | Revelação Masculina         | Velho Chico        | Venceu    |
| 2016 | Prêmio F5                                              | Revelação do Ano            | Velho Chico        | Venceu    |
| 2019 | Prêmio Contigo! Online                                 | Melhor Ator Coadjuvante     | A Dona do Pedaço   | Indicado  |
| 2020 | Prêmio Platino                                         | Melhor Coadjuvante de Série | Irmandade          | Indicado  |